# Trampolini dell'Adler
I Trampolini dell'Adler (nome ufficiale, in tedesco: Adler-Skistadion) sono un complesso di trampolini situato a Hinterzarten, in Germania: il trampolino normale Rothaus (Rothaus-Schanze), il trampolino medio Europa-Park (Europa-Park-Schanze) e altri minori.

## Storia
Aperto nel 1924 e più volte ristrutturato, l'impianto ha ospitato i Campionati mondiali juniores di sci nordico 2010 e una tappa della Coppa del Mondo di salto con gli sci.

## Caratteristiche
Il trampolino normale HS108 Rothaus ha il punto K a 95 m; il primato di distanza appartiene al tedesco Tobias Bogner e al norvegese Lars Bystøl (111 m rispettivamente nel 2005 e nel 2008), anche se maggiore è il primato estivo, stabilito dal giapponese Noriaki Kasai nel 2008: 112,5 m. Il primato femminile, 109,5 m, è stato stabilito dalla giapponese Sara Takanashi nel 2013. Il complesso è attrezzato anche con salti minori HS77 (Europa-Park-Schanze), K30 (Schülerschanze) e K15 (Energiedienst-Schanze).